# Asthenargellus meneghettii
Asthenargellus meneghettii är en spindelart som beskrevs av Lodovico di Caporiacco 1949. Asthenargellus meneghettii ingår i släktet Asthenargellus och familjen täckvävarspindlar.
Artens utbredningsområde är Kenya. Inga underarter finns listade.